# Order Korony (Monako)
Order Korony (fr. Ordre de la Couronne) – jedno z odznaczeń państwowych Księstwa Monako ustanowione w 1960.

## Historia
Order Korony został ustanowiony 20 lipca 1960 przez księcia Rainiera III. Order został zreformowany 23 grudnia 1966.
Order dzieli się na pięć klas:
- I klasa – Krzyż Wielki
- II klasa – Wielki Oficer
- III klasa – Komandor
- IV klasa – Oficer
- V klasa – Kawaler

## Zasady nadawania
Order Korony jest przyznawany obywatelom Monako i cudzoziemcom za szczególne zasługi oddane panującemu księciu Monako. Wielkim mistrzem orderu jest panujący książę. Odznaczonym przysługują honory wojskowe.

## Opis odznaki
Odznaką orderu jest srebrny krzyż, tzw. łopatkowy, ze złotymi wyłogami i monogramem Rainiera III między ramionami krzyża. Pośrodku krzyża widnieje okrągły medalion z białej emalii w srebrnej obwódce i ze złotą koroną pośrodku. Na rewersie odznaki znajduje się herb Monako. Odznaka zwieńczona jest złotym wieńcem dębowo-laurowym. Kawalerom orderu I i II klasy przysługuje również gwiazda orderowa, która ma niemal identyczny wygląd z odznaką orderu, ale bez wieńca, lecz z otoczką z rombów dookoła medalionu na środku.
Wstążka orderu jest oliwkowa z wąskim czerwonym paskiem pośrodku wstążki. Order I klasy nosi się na wstędze orderowej, order II i III klasy na wstążce na szyi, a order IV i V klasy na wstążce na piersi.
| Baretki Orderu Korony | Baretki Orderu Korony | Baretki Orderu Korony | Baretki Orderu Korony | Baretki Orderu Korony |
| --------------------- | --------------------- | --------------------- | --------------------- | --------------------- |
| Krzyż Wielki          | Wielki Oficer         | Komandor              | Oficer                | Kawaler               |